# 한군팔기
한군팔기(漢軍八旗, ᡠᠵᡝᠨ
 ᠴᠣᠣᡥᠠᡳ
 ᡤᡡᠰᠠ ujen coohai gūsa 혹은 ᡠᠵᡝᠨ
ᠴᠣᠣᡥᠠ ujen cooha 烏眞超哈)는 원래 팔기한군(八旗漢軍)이라 하였다. 약칭은 한군(漢軍)이다. 기 아래 사람은 한군(漢軍), 한군인(漢軍人), 한군기인(漢軍旗人)이라 하며, 외팔기(外八旗) 기분(旗分)의 일종으로 청대(淸代) 팔기제도(八旗制度) 주요 구성 구분이다.
한군팔기의 전신은 주로 초기 만주팔기(滿洲八旗) 가운데 한인(漢人) 인정(人丁)이었고, 처음 지위는 높지 않았다. 숭덕(崇德) 연간, 회포를 주조하고 사용하는 능력으로 인하여 청태종(淸太宗) 홍타이지(Hong Taiji, 皇太極)가 독립적으로 기를 편성하였고, 팔기 가운데 '포병부대' 역할을 시작하였다. 화포 기능 이외에 한군팔기는 입관(入關) 후 지형에 익숙하고 정보를 수집하며 항복하거나 반란을 일으킨 이들을 모으는 것에 있어서도 선천적으로 우세하였기에, 청군의 중원 정벌에 있어 최선봉이 되었다. 청 중기, 팔기 인구 증가에 따라 생계 문제가 나타났고, 청 조정은 자력(資歷)이 가장 적고 입관 후에 청조정에 귀부한 한군기인을 팔기 조직에서 나가게 하여 생존 압력을 줄였지만(한군출기漢軍出旗), 입관전 귀부한 요동(遼東) 진한군(陳漢軍)은 출기 조치가 보류되었다. 청 중후기에 팔기 후예의 경계 구분이 없어지면서 한군기인도 만주(滿洲) 영향을 받아 동화되었다.

## 역사

### 독립된 기로의 편제

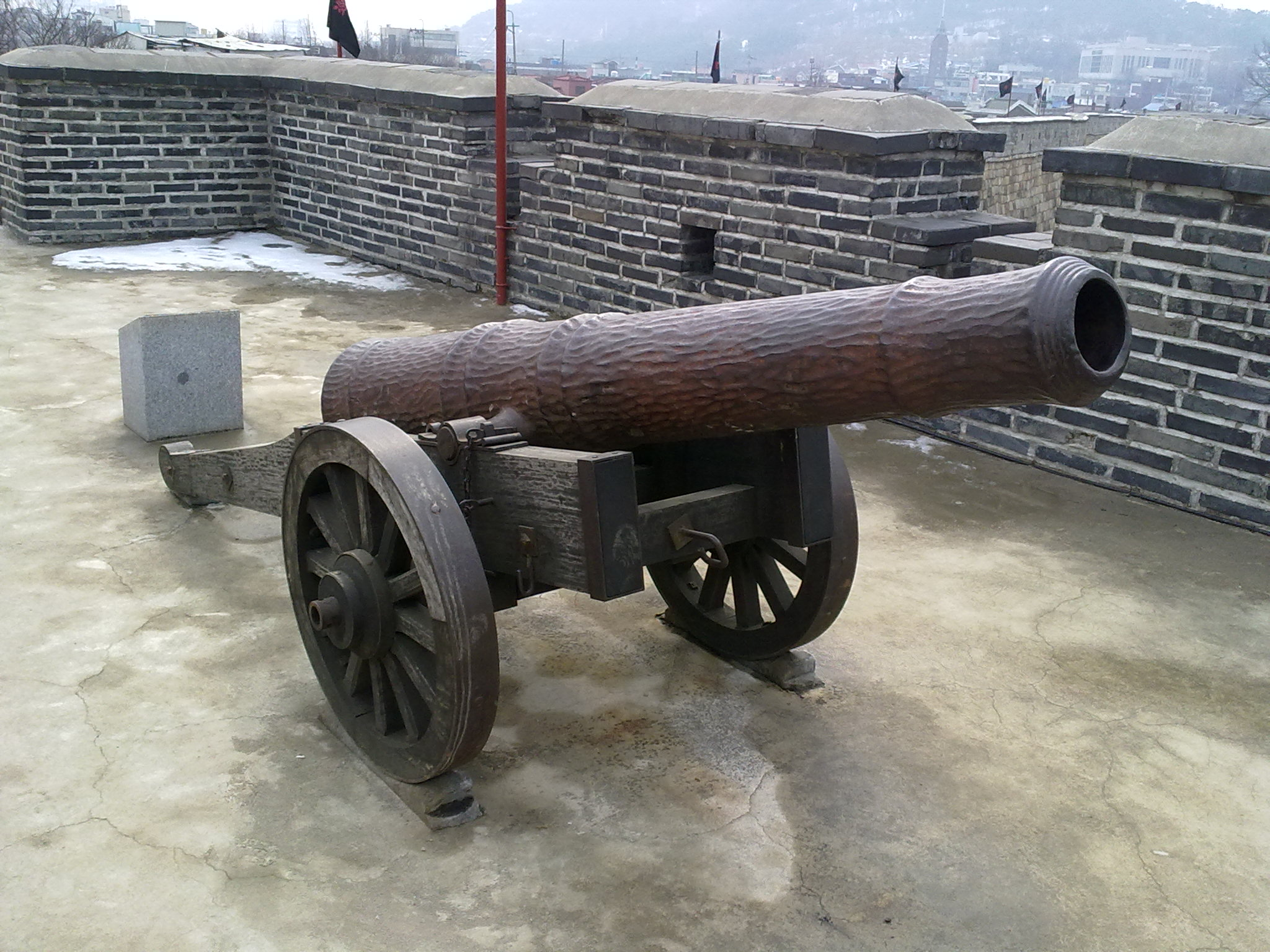
홍이포(紅夷炮) 혹은 홍의포(紅衣炮)

한군팔기의 주요 기원은 명말(明末)에 자발적으로 귀부하거나 이후 전쟁 중 후금(後金)과 청(淸)이 요동에서 포로로 붙잡은 인정(人丁)으로, 한인(漢人)이
중심이 되며, 또한 일부는 한화(漢化) 여진인(女眞人)과 이전에 명(明)에 들어가 관료가 된 몽고인(蒙古人) 등이었다. 처음에 이들은 모두 만주팔기(滿洲八旗) 아래에 예속되었다. 청태조(淸太祖) 누르하치(Nurhaci, 努爾哈赤) 시기 한인에 대한 몇몇 가혹한 정치로 인해 당초 이들의 지위는 높지 않았다. 청태종(淸太宗) 홍타이지(Hong Taiji, 皇太極)는 즉위한 이후, 곧바로 이러한 상황을 바꾸고자 힘썼으며 한군의 설립은 그 결과중 하나였다.
천총(天聰) 5년(1631) 이전, 후금군은 아직 대포가 없었고 공성전에서 큰 차질이 있을 수 밖에 없었다. 이에 그해 홍타이지는 영평전투(永平之戰)에서 생포한 왕천상(王天相)이 대포 제조를 할 수 있었기에 그에게 홍이포(紅夷炮) 홋은 홍의포(紅衣炮)를 제조하도록 명령하고 한군 1기(旗)를 처음 편제하였으며 깃발 색을 청색으로 하였던 바, 어푸(efu, 額駙, 만주어로 부마) 동양성(佟養性)이 이들 '중병(重兵)' 즉 만주어로는 '우전 초오하(ujen cooha)'를 거느렸다. 한군이 '중병'이라 칭해진 것도 항복 한인이 대포를 주조하고 장관하면서 생긴 이름이기 때문이며, 이로 인해 한군 창제 당시 이들은 팔기군대의 중포병부대 역할을 했다는 것, 화포가 후금군에 갖는 중요성도 한군 지위를 높였다는 것을 알 수 있다.
숭덕(崇德) 2년(1637) 음7월, 한군은 2기로 확장되었으나 깃발색은 그대로 청색이었다. 2년 후인 숭덕 4년(1639), 한군릉 다시 4기로 늘어났고, 깃발은 순청양황(純靑鑲黃), 순청양백(純靑鑲白), 순청양홍(純靑鑲紅), 순청색(純靑色) 네 가지였다. 그러나 한군일기, 한군이기, 한군사기 시기에 상관없이 기하 소속 한인 본적은 모두 만주 기분(旗分)에 속하였으며, 당시 한군 기색은 병종(兵種)에 대한 구분에 불과하였다. 숭덕 7년(1642) 음6월, 청이 송금 전투(松錦之戰)에서 승리하면서, 이 전투에서 항복한 사람들과 이전의 대릉하 전투(大凌河之戰)에서 항복한 사람들이 좌령(佐領)으로 편제되었고, 기존 한인좌령(漢人佐領)은 함께 한군팔기로 조직되었으며 기색은 만주팔기와 같았기에, 이에 한군은 독립된 기적(旗籍)을 갖기 시작했다.

### 종용입관(從龍入關)

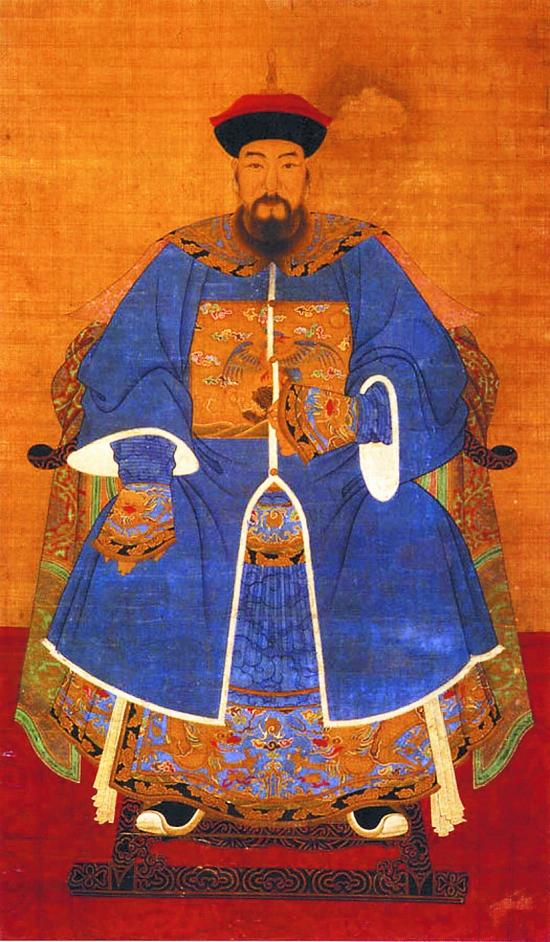
원래 명(明)의 대학사(大學士)였던 병부상서(兵部尙書) 홍승주(洪承疇)는 청에 투항한 후 한군 양황기(漢軍鑲黃旗)에 예속되어 청의 중원 정벌에 큰 공을 세웠다.

한군팔기는 청의 중원 정복에 중요한 역할을 하였다. 더욱이 청군 입관 이후 중원 지형과 적정에 대한 이해면에서 한군은 만주기인보다 더욱 익숙하였다. 게다가 수백 만 항청 무장 세력을 직면하면서 한군은 만주팔기보다 더욱 강력한 전투력을 발휘하였고, 이는 청조 입관 후 한군이 남정서토(南征西討)의 선봉이 되게 하였다. 더욱이 공성전과 산이 많은 남방 지대에서 만주 기병(騎兵)은 제대로 발휘하지 못하였고, 한군은 청군이 이 지역을 정복하는데 있어 주력 부대가 되었다.
한군은 새로 귀부한 한인으로 구성된 무장 세력인 녹영군(綠營軍)을 견제하였다. 청군 입관 후, 민족 갈등이 극에 달하였다. 만주인이 직접 새로 귀부한 한인을 통제하려 하면 종종 실패하였고, 심지어 한인들이 투항 후에 다시 배반하는 경우도 있어, 청조 통치자나 파견 한군군관이 녹영을 통제하였다. 혹은 명에서 귀순한 군관을 한군에 편입하고 또한 원래 부대를 거느리고 참전하게 하였다. 한군으로 녹영 통령을 유지하는 것이 실제로 통제 효과를 달성한데다 전투 공적을 거두기도 하였기에, 녹영의 역할을 충분히 발휘할 수 있었다.
한군팔기의 역할을 더욱 명확하게 드러낼 수 있는 것은 한군 인재의 직접 임명보다 좋은 것이 없었다. 이들은 청군 남정 시기에 저항세력의 의지 와해에 매우 중요한 역할을 수행하였고, 항청세력에게는 청에 항복하는 것이 한군처럼 중용될 수 있을 것라고 기대하게 하였다. 일례로, 명에서는 대학사(大學士)였다가 한군양황기(漢軍鑲黃旗)에 편입된 홍승주(洪承疇)는 화남(華南) 경략에서 교착 상태였던 서남 지구 전투가 점차 역전되게 하였다. 이외에도 청군 칼끝이 남쪽으로 이어짐에 따라 만주팔기 군사는 점점 지쳐갔고 이에 한군도 주방팔기(駐防八旗)의 중요 부분 중 하나가 되었다. 한군은 관내(关内)에서 보통 만주팔기와 몽고팔기가 함께 혼합되어 주방하다가, 삼번의 난 진압 후에는 한군은 다시 복건(福建)과 광동(廣東) 등 연해 성(省)에 진주하였다.
청이 관내를 점령한 이후, 한군팔기는 국면 안정에도 중요한 역할을 수행하였다. 이들은 만주통치자가 중국 사정에 적응하게끔 돕고 중국 현지 사정에 발맞춰 명대의 제도를 청에서도 그대로 계승하였다. 그중 범문정(范文程), 영완아(寧完我), 장존인(張存仁), 홍승주 등이 거의 특별고문 신분으로 황제와 만주 귀족 대부분에 영향을 주었다. 정치 방침상 만주 귀족 특권 문제를 다루는 것 외에도, 기타 정치 경제 군사 문화 민족 관계 방면에 있어서도 문제가 제기되었던 바, 모두 받아들여졌다. 이외에도 중국어를 사용하는 관원이 중국 내지에서 통치해야 한다고 간곡히 말하였기에 한군 전결(專缺, 한군만을 임용할 수 있는 관직)을 설치하는 예외를 두어 인원 선발을 실시하였고 한때 총독(總督)과 순무(巡撫) 중에 한군 출신이 많았다. 이 때에는 민족 갈등이 여전히 첨예하였지만 명의 제도대로 하지 않고 직접 해결하였기에 한군이 청조 통치자를 보좌하는 것이 만주인과 한인 사이의 완충점이 되었다. 한군은 양자 사이에서 만주 귀족의 특권을 범하지 않으면서도 한인이 용인할 수 있는 수준으로 정책을 조절하는 하한선을 찾아내었다. 이로 인해 일부 학자는 입관에 한군팔기의 보좌가 없었다면 청조 통치자는 중원늘 탈취하여 온건한 통치를 하지 못했을 것이라고 본다. 청조 정국이 점차 안정됨에 따라 만주 통치자의 경험도 풍부해졌고 이에 따라 한군 역할도 줄어들기 시작하였다.
한군팔기에는 전공으로 인하여 유명해진 세가(世家)가 많다. 이영방(李永芳), 범문정(范文程), 동양성(佟養性), 석정주(石廷柱), 상가희(尙可喜), 경중명(耿仲明), 심지상(沈志祥), 장대유(張大猷), 포승선(鮑承先), 조대수(祖大壽), 마광원(馬光遠), 채사영(蔡士英), 손득공(孫得功), 왕세선(王世選), 좌몽경(左夢庚), 시랑(施琅) 등의 가문이 있다. 심지어 상(尙), 경(耿), 석(石), 이(李), 동(佟), 조(祖), 채(蔡), 왕(王) 여덟가문을 '한군팔대성(漢軍八大姓)'이라고 하였다. 비록 한군은 외팔기 중에서 지위가 만주팔기와 몽고팔기 다음이라고 흔히 보고 있지만 전체 지위도 가장 낮았으며, 더욱이 청 중기 한군 전결이 폐지된 후에 한군 출신으로 관직에 오른 사람들은 한결(漢缺)만 보충할 수 있었고, 이러한 한군 세가 자제들은 공훈 가문 출신이라는 이유로 파격적으로 만결(滿缺, 만주인 전용 결)을 채워 관직에 오르는 우대를 누릴 수 있었다.

### 청 중기 출기
강희(康熙) 연간(1662-1722) 말기, 팔기 인구가 늘면서 생계 문제가 발생하였다. 청 통치자들은 이에 대한 해결 방책 중 하나로서 자력(資歷)이 낮은 한군을 팔기에서 내보내는 것이었다. 이들은 유래가 복잡하고 강령한 한인 풍속을 가지고 있었기에 청 통치자들은 줄곧 이들을 다른 시각으로 바라보았다. 건륭 7년(1742) 건륭제(乾隆帝)는 정식으로 한군출기(漢軍出旗) 명령을 내렸다. 후금 시절부터 만주 정권에 복속하여 산해관(山海關)을 돌파하여 중원으로 들어온 '종용입관(從龍入關)'의 요동한군(遼東漢軍, 속칭 진한군陳漢軍)은 출기되지 않았지만, 입관 이후 귀순하거나 삼번(三藩)에 소속된 자와 같이 한군팔기 조직 중 나머지 부분은 모두 출기 대상이었다. 한군출기는 실제로 신한군(新漢軍)을 강제로 팔기에서 내보내는 조치였다. 옹정(雍正) 원년(1723), 한군과 한인가노(漢人家奴) 장정은 총 44만 여명이었으며 이는 당시 팔기 인정 총액의 72% 정도를 점하였다. 출기 이후 가경(嘉慶) 원년(1796) 통계에서는 총 인구의 43%로 줄어들었다. 한군충기 규모가 거대하였음을 알 수 있다.

### 만주족으로의 융화
신한군 출기 이후, 팔기에 남은 이들은 진한군의 후예였다. 이들은 청초에 이미 만화(滿化)되었으며, 만주족 풍속을 따라 만주어로 말하였다. 청초 중국에 온  프랑스 선교사 조아킴 부베(Joachim Bouvet, 중문명 白晉, 1656-1730)는 자신의 저작 『강희대제(康熙大帝)』에서 이들을 '타타르화된 한인(韃靼化的漢人)'이라고 칭하였다. 건륭 말기, 청 관방 편찬 『국사열전(國史列傳)』 중 한군명인은 『만명신전(滿名臣傳)』에 들어갔다. 청말에 이르면 만주•몽골•한군팔기 경계는 이미 사라진 상태였다. 기인 집단은 공동 심리 상태를 이뤘다. 이로 인해 민국(民國) 시기 이후 한군 후예는 대부분 만주족 인식을 택하였으며, 한인들은 이들을 동포라고 인정하지 않았다. 옛 일로 현재를 본다면 조상이 한인이라고 하여 그 후예도 한인이라고 한다면, 듣는 입장에서는 불편해 할 것이다. 만주족 인식을 가진 한군 후예는 평남왕(平南王) 상가희(尙可喜)의 후예가 유명하며, 청대에 상씨들은 삭다(沙格達)라는 만주 성씨를 사용하였다. 최근 매체에서도 상씨 후예들은 만주족이라고 말한다고 보도하였다. 이외에도 청대에 만주정백기(滿洲正白旗)에 속한 명조 개국원훈 상우춘(常遇春) 9세손 상랑(常朗)의 후예도 만주족 정체성을 가지고 있다.

## 중의
팔기제도 중 포의 혹은 보오이(booi, 包衣) 조직의 기고좌령(旗鼓佐領)은 일부 문헌에서는 한군(漢軍)이라 하였으며, 포의한군(包衣漢軍), 기고한군(旗鼓漢軍), 내무부한군(內務府漢軍) 등이 있었다. 혹은 한군이라고 줄여 말하기도 하였으나 실제 기고좌령은 만주 기분 아래의 포의 조직이며 한군팔기 일부분이 아니다.

## 참고문헌

### 서적
- 杜家骥 (2008). 《八旗与清朝政治论稿》. 人民出版社. ISBN 9787010067537.
- 鄂尔泰 等 (1985). 《八旗通志初集》. 东北师范大学出版社.
- 傅波 (2005). 《赫图阿拉与满族姓氏家谱研究》. 辽宁民族出版社. ISBN 9787807220091.
- 金启孮 (2009). 《金启孮谈北京的满族》. 中华书局. ISBN 9787101068566.
- 刘小萌 (2008). 《清代八旗子弟》. 辽宁民族出版社. ISBN 9787807225638.
- 傅恒 等 奉清高宗御敕 撰 (1986年). 《景印文渊阁四库全书·经部二二六·小学类·御制增订清文鉴》. 台湾商务印书馆.
- 张佳生 (2008). 《八旗十论》. 辽宁民族出版社. ISBN 9787807226093.
- 赵尔巽 等 (1998). 《清史稿》. 中华书局. ISBN 9787101007503.
- 昭梿 (1980). 《啸亭杂录》. 中华书局. ISBN 9787101017519.
- 中国社会科学院近代史研究所政治史研究室, 편집. (2011). 《清代满汉关系研究》. 社会科学文献出版社. ISBN 9787101017519.

### 논문
- 陈佳华; 傅克东 (1981). “《八旗汉军考略》”. 《《民族研究》》 (中国社会科学院民族研究所) (5).
- 谢景芳 (1986). “《清初八旗汉军的地位和作用》”. 《《求是学刊》》 (黑龙江大学) (3).